# Suluova
Suluova ( griego antiguo : Αργουμα, Argouma y latín : Arguma ) es un distrito de la provincia de Amasya en Turquía, ubicada en un terreno elevado tierra adentro dentro de la región central del Mar Negro . Cubre un área de 516 km², y la población (2010) es de 47.510 de los cuales 37.669 viven en la ciudad de Suluova, el resto se distribuye por el campo circundante. La altitud es de 510 m. El alcalde es Fatih Üçok (AKP).

## Nombre
El nombre de Suluova se conoce como "Arguma" (Sulakyurt) en los primeros años de AD. A finales del siglo XIII, tomó el nombre de "Alaflı". En 1902 se convirtió en pueblo con el nombre de "Suluca". En 1946, tomó el nombre de "Suluova". Después de convertirse en distrito en 1957, se ha convertido en un centro de asentamiento en rápido desarrollo.

## Climatizado
Suluova tiene un clima mediterráneo de verano cálido ( Köppen : Csb ).
| Parámetros climáticos promedio de Suluova | Parámetros climáticos promedio de Suluova | Parámetros climáticos promedio de Suluova | Parámetros climáticos promedio de Suluova | Parámetros climáticos promedio de Suluova | Parámetros climáticos promedio de Suluova | Parámetros climáticos promedio de Suluova | Parámetros climáticos promedio de Suluova | Parámetros climáticos promedio de Suluova | Parámetros climáticos promedio de Suluova | Parámetros climáticos promedio de Suluova | Parámetros climáticos promedio de Suluova | Parámetros climáticos promedio de Suluova | Parámetros climáticos promedio de Suluova |
| Mes                                       | Ene.                                      | Feb.                                      | Mar.                                      | Abr.                                      | May.                                      | Jun.                                      | Jul.                                      | Ago.                                      | Sep.                                      | Oct.                                      | Nov.                                      | Dic.                                      | Anual                                     |
| ----------------------------------------- | ----------------------------------------- | ----------------------------------------- | ----------------------------------------- | ----------------------------------------- | ----------------------------------------- | ----------------------------------------- | ----------------------------------------- | ----------------------------------------- | ----------------------------------------- | ----------------------------------------- | ----------------------------------------- | ----------------------------------------- | ----------------------------------------- |
| Temp. media (°C)                          | 1.6                                       | 3.3                                       | 6.8                                       | 11.8                                      | 15.7                                      | 19.1                                      | 21.2                                      | 21.3                                      | 17.9                                      | 13.3                                      | 8.4                                       | 3.9                                       | 12.0                                      |
| Precipitación total (mm)                  | 42                                        | 31                                        | 37                                        | 50                                        | 55                                        | 44                                        | 19                                        | 12                                        | 22                                        | 33                                        | 36                                        | 45                                        | 426                                       |
| Fuente: Climate-Data.org                  |                                           |                                           |                                           |                                           |                                           |                                           |                                           |                                           |                                           |                                           |                                           |                                           |                                           |